# ماكس بروكس
ماكس بروكس (بالإنجليزية: Max Brooks)‏ (و. 1972 – م) هو ممثل، وممثل صوت، وكاتب سيناريو، وكاتِب، وممثل تلفزيوني، من الولايات المتحدة الأمريكية، ولد في مدينة نيويورك.

## التعليم
تعلم في جامعة الجزر العذراء ‏.

## جوائز
حصل على جوائز منها:
- جوائز الإيمي برايم تايم.

## وصلات خارجية
- ماكس بروكس على موقع IMDb (الإنجليزية)
- ماكس بروكس على موقع ألو سيني (الفرنسية)
- ماكس بروكس على موقع ميوزك برينز (الإنجليزية)
- ماكس بروكس على موقع أول موفي (الإنجليزية)
- ماكس بروكس على موقع قاعدة بيانات الأفلام السويدية (السويدية)
- ماكس بروكس على موقع قاعدة بيانات الفيلم (الإنجليزية)
- ماكس بروكس على موقع كينوبويسك (الروسية)